# James B. McPherson
James Birdseye McPherson (14 tháng 11 năm 1828 – 22 tháng 7 năm 1864) là một Thiếu tướng của quân Liên bang miền Bắc trong thời Nội chiến Hoa Kỳ. Trong trận Atlanta (1864), ông bị quân Liên minh miền Nam bắn chết. Ông là viên chức cao cấp nhất bị tử trận trong cuộc nội chiến.

## Sách đọc thêm
- Gingrich, Newt, and Forstchen, William R., Never Call Retreat: Lee and Grant: The Final Victory, Thomas Dunne Books, 2005, ISBN 0-312-34298-5. This alternate history novel includes McPherson as a major character.